# Bayport (Nova York)
Bayport és una concentració de població designada pel cens dels Estats Units a l'estat de Nova York. Segons el cens del 2000 tenia 8.662 habitants.

## Demografia
Segons el cens del 2000, Bayport tenia 8.662 habitants, 3.222 habitatges, i 2.303 famílies. La densitat de població era de 901,5 habitants/km².
Dels 3.222 habitatges en un 33,8% hi vivien nens de menys de 18 anys, en un 60% hi vivien parelles casades, en un 8,8% dones solteres, i en un 28,5% no eren unitats familiars. En el 23% dels habitatges hi vivien persones soles l'11,4% de les quals corresponia a persones de 65 anys o més que vivien soles. El nombre mitjà de persones vivint en cada habitatge era de 2,67 i el nombre mitjà de persones que vivien en cada família era de 3,2.
Per edats la població es repartia de la següent manera: un 25,6% tenia menys de 18 anys, un 5,3% entre 18 i 24, un 31,1% entre 25 i 44, un 25% de 45 a 60 i un 13% 65 anys o més.
L'edat mediana era de 38 anys. Per cada 100 dones de 18 o més anys hi havia 88 homes.
La renda mediana per habitatge era de 74.861 $ i la renda mediana per família de 88.701 $. Els homes tenien una renda mediana de 61.421 $ mentre que les dones 40.247 $. La renda per capita de la població era de 31.638 $. Entorn del 2,6% de les famílies i el 3,5% de la població estaven per davall del llindar de pobresa.